# Chloe Tryon
Chloe-Lesleigh Tryon (nacida el 25 de enero de 1994), es una jugadora de cricket sudafricana. Ha aparecido en todos los formatos de juegos para Sudáfrica.